# Deutsche Ultramobilgesellschaft

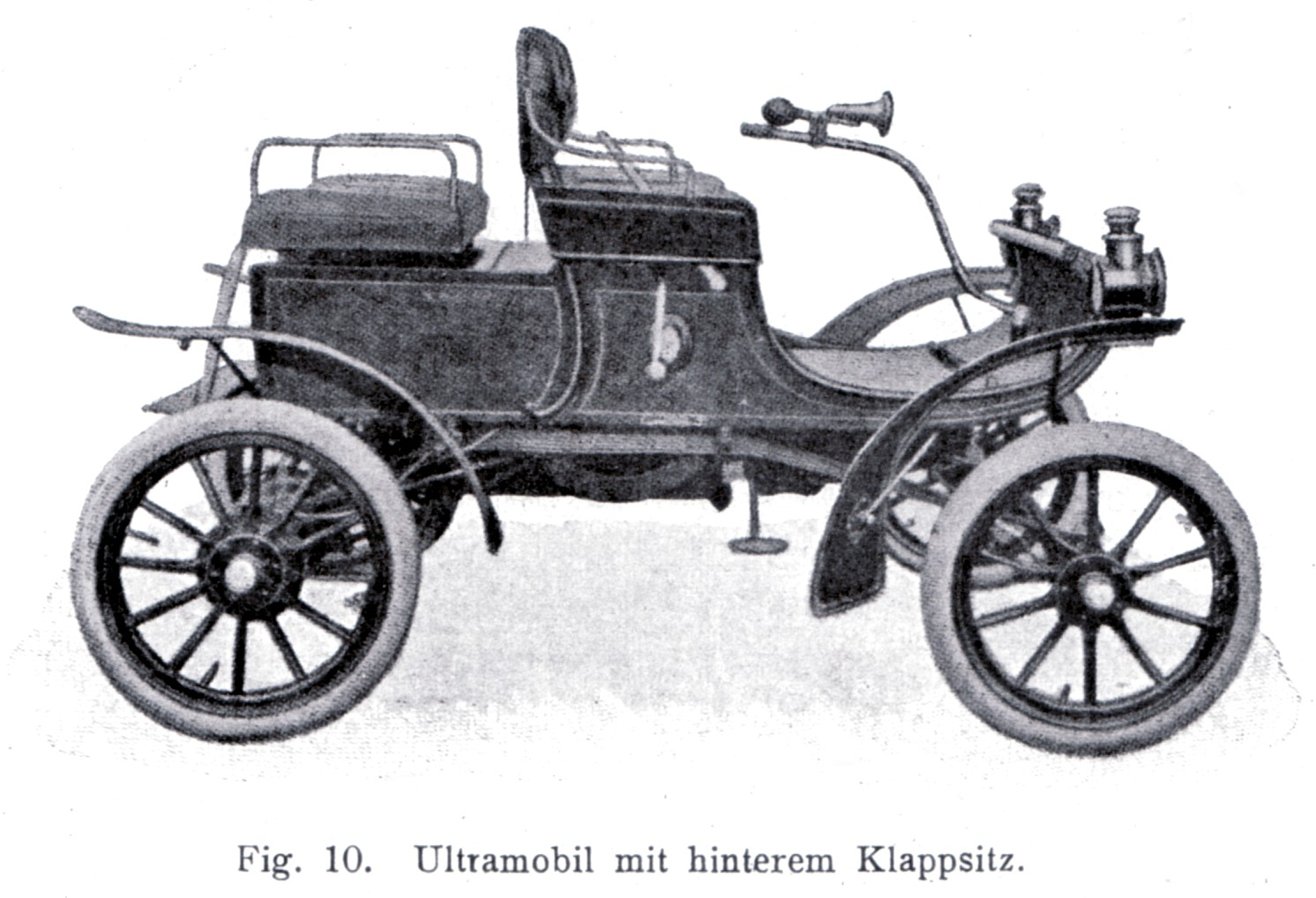
Ultramobile (1906)

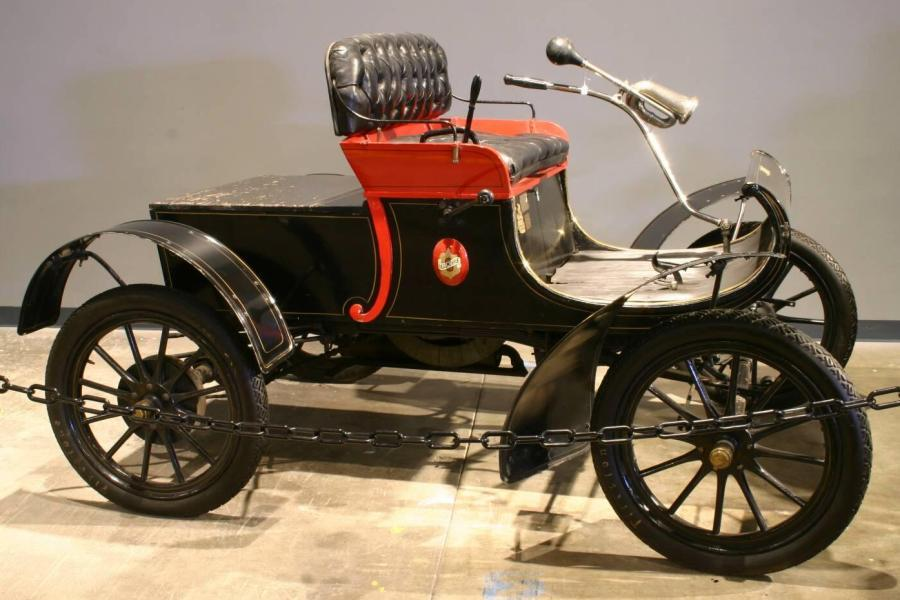
Oldsmobile Curved Dash (1904)

La Deutsche Ultramobilgesellschaft fu un costruttore tedesco di automobili, attivo tra il 1903 e il 1908 a Berlino-Halensee.

## Storia
Nel 1903 iniziò la produzione della casa americana Oldsmobile. Venne offerto il modello Curved Dash. Dal 1904 venne offerto un modello copia detto Ultramobile (scrittura simile alla americana Oldsmobile). La Runabout con due posti a sedere e motore monocilindrico a quattro tempi di 1570 cm³, posteriore, di 8 HP (5,9 kW), con cambio a due rapporti e trasmissione a catena sull'asse posteriore. Tipico era il muro antispruzzo.
La vettura fu costruita dalla Fahrzeugfabrik Eisenach e commercializzata come „Wunder der deutschen Technik“. Nel 1906 venne costruita a Berlino dalla W. A. Boese & Co. (da non confondere con la Boes & Co.).
Nel 1906 inizia la costruzione della vettura con motore bicilindrico anteriore da 12 HP. Questa fu una costruzione autonoma senza legami con la Curved Dash.
Nel 1908 la Deutsche Ultramobilgesellschaft fu messa in insolvenza.
La Leutner di Riga produsse modelli Ultramobile su licenza.